# 梅思默拉
梅思默拉（英語：Manche Masemola，1913年—1928年2月4日），南非少女，著名的圣公会殉道圣人，因坚持自己的信仰而被父母迫害致死，伦敦西敏寺西大门上方有她的塑像。

## 生平
她生于一个巴派第部落，生前居住在南非联邦德兰士瓦省波罗克瓦尼附近的一座小村庄。当时，来自英国和德国的传教士已经在当地传了几十年的教，但是在巴派第部落之中，只有少数人是基督徒。在当时，成为基督徒也就意味着自绝于部落，因为部落中的绝大多数民众信奉的是部落传统的神祇，并且对基督徒怀有不信任的敌意。
1919年一位圣公会复活社团（Community of the Resurrection）的僧侣，在梅思默拉的居住地组织了传教活动。梅斯默拉和她的堂姐妹露西亚开始参加宗教课程，成为基督教的慕道者。为此，她遭到了父母亲的反对，但仍坚持自己的信仰。1927年开始，由于担心她的基督教信仰会使她离开家庭，并不和父母选定的人结婚，她的父母开始不断对她拳打脚踢，要求她背弃信仰。面对家庭逼迫，梅思默拉坚定地说：“我将以我的血完成我的洗礼。”不久以后，她的父母把她带到了当地的巫师面前。巫师裁定她是被魔鬼附身，并开出了驱魔的处方。随后，她的父母强迫她服用巫师所指定的非洲传统药物。在经受了来自亲生父母的种种逼迫之后，1928年2月4日那天，她离开人世，此时尚未接受水的洗礼。她死后不久，她的妹妹也因病离世。

## 死后
1935年，也就是在她殉道七年后，几名基督徒曾前往她的坟前朝圣。1941年和1949年都有人前往朝圣。梅思默拉的母亲否认迫害过她。1969年，也就是在她殉道四十多年后，曾经反对梅思默拉信仰基督教的她的母亲却也领受了洗礼，加入了基督教。1975年，梅思默拉的名字被加入了圣公会南非教省的圣人历。每年都有数以百计的教徒前往朝圣。
1998年，西敏寺西大门上方塑起了她的塑像，在她的塑像的旁边，还有另外九尊在20世纪殉道的基督教殉道者的塑像，包括来自圣公会的鲁温大主教，来自天主教的圣国柏神父和若梅若总主教，来自东正教的俄罗斯的圣伊丽莎白平信徒以及来自其他基督教教派的马丁·路德·金牧师、潘霍华牧师、王志明牧师、以斯帖·约翰平信徒和塔皮迪平信徒。2008年约翰内斯堡的亚历山大，以梅斯默拉名字命名的教堂开始修建。